# Digital Love
«Digital Love» es una canción por el dúo francés de música electrónica Daft Punk. Fue publicado como el tercer sencillo del álbum Discovery. Como parte del álbum, la canción aparece en la película Interstella 5555: The 5tory of the 5ecret 5tar 5ystem.

## Composición
Como se documenta en las notas de Discovery, la canción contiene una muestra de la canción «I Love You More» por George Duke. La muestra fue transformada en una canción de pop electrónico de un amor no hablado, escrita por DJ Sneak y con voces realizadas por Daft Punk.
La canción es conocida por el solo de guitarra destacada en la mitad de la canción. Thomas Bangalter reveló que el solo fue creado con una mezcla de elementos, con la ayuda de secuenciador. «Ya nadie pone solos en sus canciones, pero queríamos incluir algunos en el álbum.»

## Vídeo musical
El video fue lanzado en 2001 y más tarde se incluyó en la película de anime de 2003 Interstella 5555: The 5tory of the 5ecret 5tar 5ystem.
Es una secuela del anterior vídeo musical, «Aerodynamic». Los guardias envían una señal de socorro. Después de oírla, un astronauta se sumerge en un sueño en el que baila con el bajista de la banda.

## Lista de canciones
| - CD maxi sencillo (VJCP-61055) 1. «Digital Love» (Radio edit) – 3:59 2. «Digital Love» (Álbum versión) – 4:59 3. «Digital Love» (Digital Dub) – 5:00 4. «Aerodynamic» – 3:45 5. «Aerodynamite» – 7:47 - 12" maxi sencillo (8976996) 1. «Digital Love» (Álbum versión) – 4:58 2. «Digital Love» (Digital Dub) – 4:58 - CD-single Virgin (8976862) 1. «Digital Love» (Radio edit) – 3:59 2. «Digital Love» (Álbum versión) – 4:58 3. «Digital Love» (Digital Dub) – 4:58 | - 12" maxi sencillo (Virgin SPRO-16405) 1. «Digital Love» (Radio edit) – 3:59 2. «Digital Love» (Álbum versión) – 4:58 3. «Digital Love» (Digital Dub) – 4:58 - CD maxi sencillo (Virgin 8977002) 1. «Digital Love» (Radio edit) – 3:59 2. «Digital Love» (Álbum versión) – 4:59 3. «Digital Love» (Digital Dub) – 5:00 4. «Aerodynamite» – 7:47 |

## Posicionamiento
| Listas (2001)                               | Posición |
| ------------------------------------------- | -------- |
| Alemania (Offizielle Deutsche Charts)       | 85       |
| Bélgica (Flandes) (Ultratip Bubbling Under) | 2        |
| Bélgica (Valonia) (Ultratop 50)             | 38       |
| Francia (SNEP)                              | 33       |
| Reino Unido (UK Singles Chart)              | 14       |
| Suiza (Schweizer Hitparade)                 | 60       |